# Погонич мадагаскарський
Погонич мадагаскарський (Sarothrura insularis) — вид журавлеподібних птахів родини Sarothruridae.

## Поширення
Ендемік Мадагаскару. Поширений у зоні тропічних вологих лісів на сході країни.

## Опис
Птах завдовжки 14 см, та вагою до 30 г. Самиця коричневого забарвлення. Самці чорно-сірі з каштановими головою, горлом, грудьми та хвостом.

## Спосіб життя
Трапляється у дощових лісах, вторинних лісах, на плантаціях і в садах. Живиться комахами та насінням.